# Spezia Foot Ball Club 1933-1934
Questa pagina raccoglie i dati riguardanti lo Spezia Foot Ball Club nelle competizioni ufficiali della stagione 1933-1934.

## Rosa
| N. |                   | Ruolo | Calciatore        |
| -- | ----------------- | ----- | ----------------- |
|    | Italia (bandiera) | C     | Giuseppe Andrei   |
|    | Italia (bandiera) | A     | Gianni Arella     |
|    | Italia (bandiera) | A     | Luciano Benassi   |
|    | Italia (bandiera) | A     | Giovanni Bermone  |
|    | Italia (bandiera) | D     | Rodolfo Blecich   |
|    | Italia (bandiera) | D     | Enrico Bozzo      |
|    | Italia (bandiera) | C     | Fausto Comar      |
|    | Italia (bandiera) | D     | Pasquale Farina   |
|    | Italia (bandiera) | A     | Elio Gerbini      |
|    | Italia (bandiera) | D     | Agostino Langella |

| N. |                   | Ruolo | Calciatore          |
| -- | ----------------- | ----- | ------------------- |
|    | Italia (bandiera) | A     | Umberto Lena        |
|    | Italia (bandiera) | D     | Luigi Martinelli    |
|    | Italia (bandiera) | C     | Alberto Papini      |
|    | Italia (bandiera) | A     | Arturo Poggi        |
|    | Italia (bandiera) | A     | Mariano Sabatini    |
|    | Italia (bandiera) | C     | Luigi Scarabello    |
|    | Italia (bandiera) | C     | Stella              |
|    | Italia (bandiera) | D     | Ornello Tacchinardi |
|    | Italia (bandiera) | P     | Egidio Umer         |
|    | Italia (bandiera) | P     | Bruno Venturini     |

## Statistiche

### Statistiche di squadra
| Competizione | Punti | In casa | In casa | In casa | In casa | In casa | In casa | In trasferta | In trasferta | In trasferta | In trasferta | In trasferta | In trasferta | Totale | Totale | Totale | Totale | Totale | Totale | DR |
| Competizione | Punti | G       | V       | N       | P       | Gf      | Gs      | G            | V            | N            | P            | Gf           | Gs           | G      | V      | N      | P      | Gf     | Gs     | DR |
| ------------ | ----- | ------- | ------- | ------- | ------- | ------- | ------- | ------------ | ------------ | ------------ | ------------ | ------------ | ------------ | ------ | ------ | ------ | ------ | ------ | ------ | -- |
| Serie B      | 25    | 12      | 6       | 4       | 2       | 15      | 10      | 12           | 1            | 7            | 4            | 9            | 16           | 24     | 7      | 11     | 6      | 24     | 26     | -2 |

### Statistiche dei giocatori
| Giocatore      | Serie B  | Serie B |
| Giocatore      | Presenze | Reti    |
| -------------- | -------- | ------- |
| G. Andrei      | 21       | 0       |
| G. Arella      | 23       | 4       |
| L. Benassi     | 13       | 4       |
| G. Bermone     | 18       | 6       |
| R. Blecich     | 17       | 0       |
| E. Bozzo       | 3        | 0       |
| F. Comar       | 20       | 2       |
| P. Farina      | 23       | 0       |
| E. Garbini     | 13       | 2       |
| A. Langella    | 7        | 0       |
| U. Lena        | 1        | 0       |
| L. Martinelli  | 2        | 0       |
| A. Papini      | 3        | 0       |
| A. Poggi       | 8        | 0       |
| M. Sabatini    | 18       | 5       |
| L. Scarabello  | 7        | 1       |
| L. Stella      | 3        | 0       |
| O. Tacchinardi | 19       | 0       |
| E. Umer        | 24       | -26     |
| B. Venturini   | 21       | 0       |